# 芦原妃名子
芦原妃名子（日语：／ Ashihara Hinako，1974年1月25日—2024年1月29日），本名松本律子，日本漫畫家。兵庫縣出身。O型。代表作是《砂時計》。
2005年、《砂時計》獲得第50回（平成16年度）小学館漫畫賞少女向部門獎。同一作品，2007年日本TBS電視劇「愛の劇場 砂時計」。2008年4月26日電影「砂時計」在日本上映，台灣方面於2008年7月11日上映。
2024年1月26日，蘆原在社群媒體上發文表示，當時正播出中的根據自己漫畫作品改編日劇《SEXY田中小姐》，劇組與原編劇的改編方式未能依循當初的協議尊重原作者意願，並透過出版社小學館向劇組提出抗議卻未獲改善，結果只好直接擔任電視劇版第9、10集的編劇，但仍未能扭轉此劇評價並向讀者與觀眾致歉。然而蘆原卻在28日撤去該篇發文，並發表簡短留言「我不是想要攻擊，對不起」（攻撃したかったわけじゃなくて。ごめんなさい。）致歉，不久即告失蹤。29日在栃木縣日光市的川治水壩發現遺體，並在自家留下遺書，被視為是自殺身亡。享年50歲。
2024年5月31日，日本電視台發布了「SEXY 田中事件報告書」。
2024年6月3日，小學館針對蘆原的相關事件，公布了「特別調査報告書」。

## 作品

### 單行本
- 《女子戀愛講義》、全3冊（長鴻版）、原名《Girls Lesson》
- 《好想有個家》、全1冊（長鴻版）、原名《Homemade Home》
- 《星空下的夢》、全1冊（長鴻版）、原名《星降る部屋で》
- 《天使舞伶》、全4冊（長鴻版）、原名《天使のキス》
- 《玉女神駒》、全3冊（長鴻版）、原名《Derby Queen》
- 《Miss》、全2冊（長鴻版）原名《Miss》
- 《原味巧克力》、全3冊（長鴻版）、原名《天然ビターチョコレート》
- 《愛的打勾勾》、全1冊（長鴻版）、原名《ユビキリ》
- 《SOS》、全1冊（長鴻版）、原名《SOS》
- 《BITTER-令人落淚的戀物語》、全1冊（東立版）、原名《BITTER　泣けちゃう恋物語》
- 《砂時計》、全10冊（長鴻版）；《沙時計》、全10冊（正文社版）、原名
- 《蝶蝶雲》、全1冊（長鴻版）、原名
- 《月與湖》、全1冊（長鴻版）、原名《月と湖》
- 《便利愛情S-芦原妃名子短篇傑作選》、全1冊（長鴻版）、原名《コンビニＳ 芦原妃名子コレクション３》
- 《Piece~回憶的碎片~》、全10冊（長鴻版）；《Piece戀愛拼圖》，全10冊（天下版）、原名《Piece》
- 《麵包&奶油》、1-8冊（東立版）、全10冊、原名《Bread & Butter》
- 《SEXY田中小姐》、既刊8冊（出版社依循作者遺願，不列為完結作品）、遺作、原名《セクシー田中さん》[5]

### 畫冊
- 原妃名子作品畫集：砂時計、原名

## 外部連結
- 芦原妃名子的X（前Twitter）（日語）